# Code of Honor 3: Desperate Measures
Code of Honor 3: Desperate Measures (назва гри на Україну - Code of Honor 3: Сучасна війна) — відеогра у жанрі шутер від першої особи, розроблена і видана компанією City Interactive, і випущена в Росії компанією Новий Диск 4 серпня 2009 року на PC. 

## Сюжет гри
Через світову економічну кризу на вулицях Парижа стало неспокійно. Міські околиці стали надійною опорою для терористів, найманців і торговців зброєю - одним словом, злочинний світ процвітає на руїнах суспільства. Стурбоване обстановкою, уряд Франції вводить в столицю підрозділи Іноземного легіону. І майже відразу в Парижі розгорнулися бойові дії.